# ボルクヴァルト・イザベラ

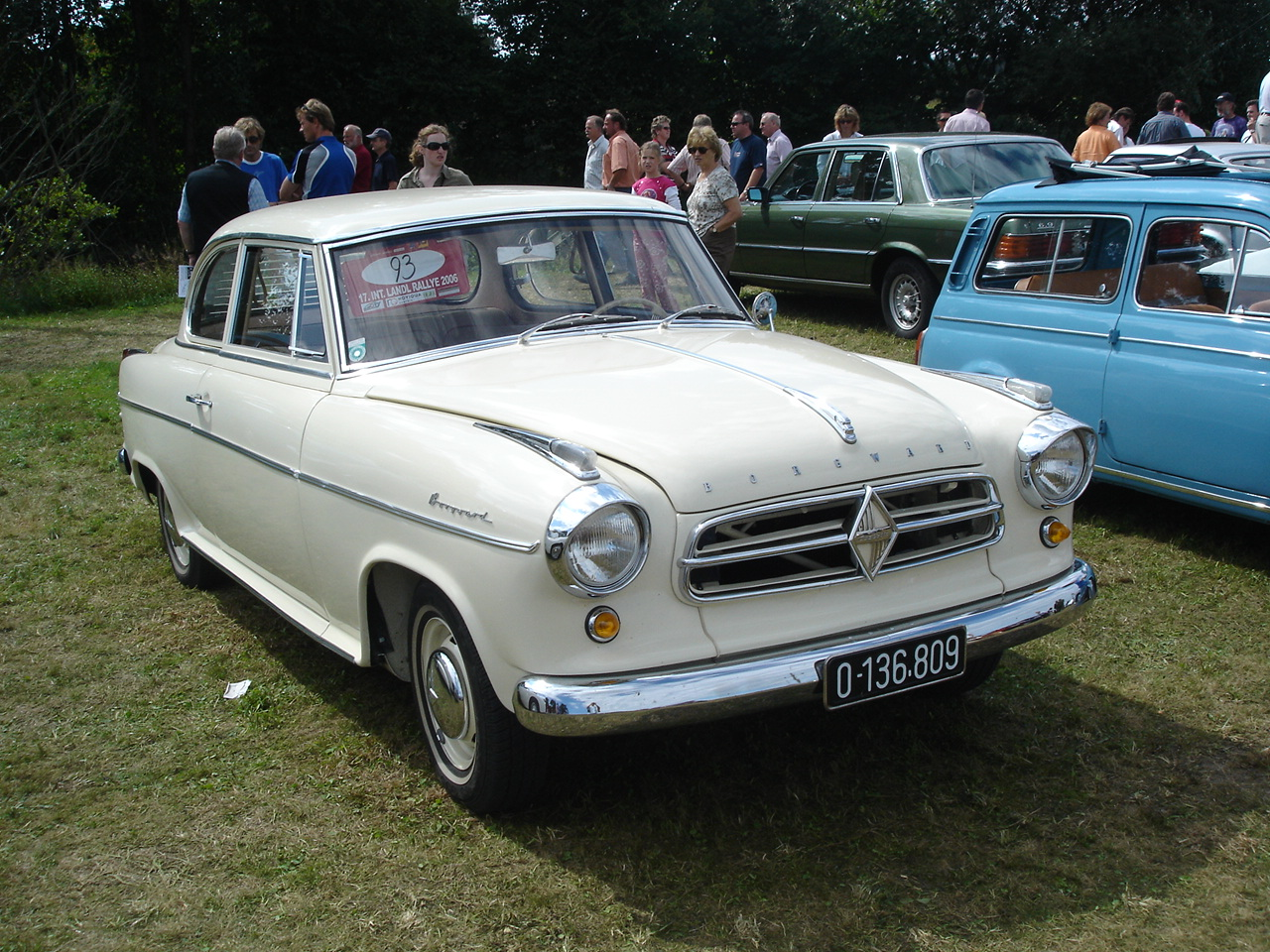
セダン

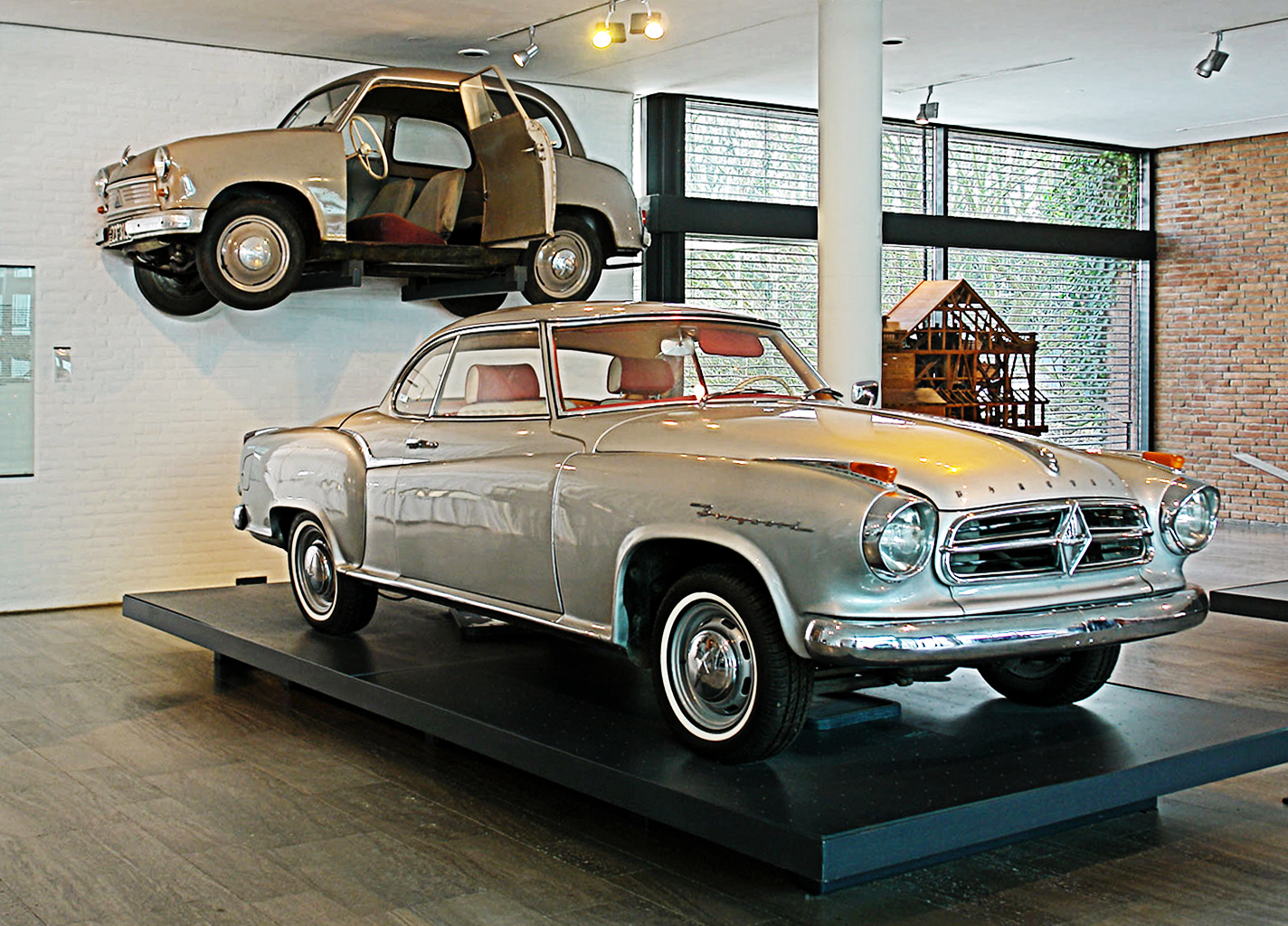
クーペ

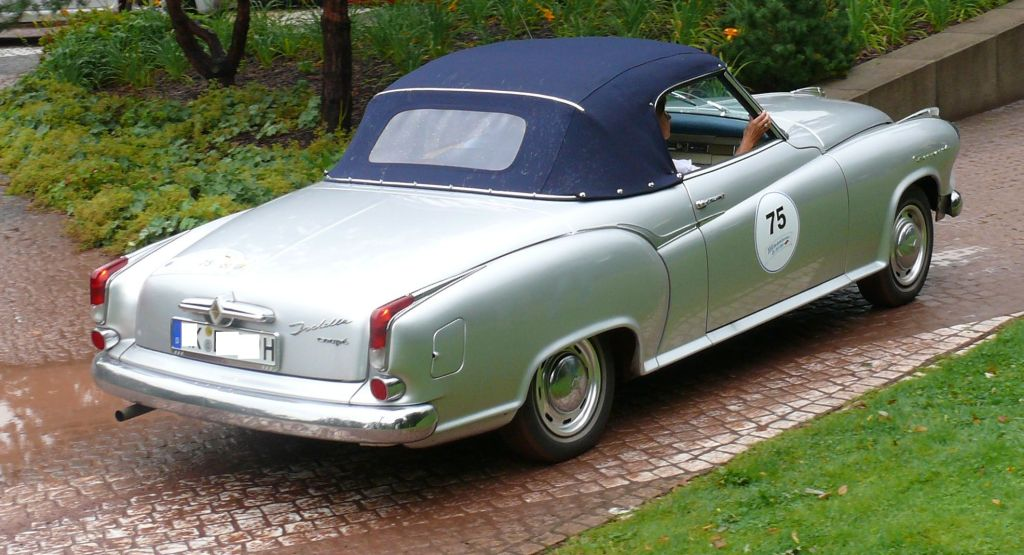
カブリオレ

イザベラ（Borgward_Isabella）はドイツの自動車メーカー・ボルクヴァルトが1954年から1962年まで製造した2ドアの中型乗用車である。

## 解説
当初は前身となった車同様「ボルクヴァルト・ハンザ1500」と呼ばれていたが、1957年モデルから開発コードネームであった「イザベラ」に改名され、今日では1957年以前の生産車も旧ハンザ1500（1949年-1952年製造）と区別するため、一般に「イザベラ」と呼ばれている。
登場した1954年中に11,150台が生産され、ボルクヴァルトの歴史を通じて最もヒットした車種となった、当初の価格はDM7,265と、おおむね同サイズ排気量のオペル・レコルトやフォード・タウヌスより高価であったが、メルセデス・ベンツ180よりは大幅に安く設定され、アッパーミドル向け中級車として独自の市場性を獲得した。
機構的にはボルクヴァルト初のフレームレス・モノコック構造、油圧式クラッチ、コラムシフトの4速全シンクロメッシュトランスミッションを特色とした。後輪サスペンションはメルセデス流のスイングアクスル方式、エンジンは1,493ccと車格に比べやや小さく、当初の最高出力は60馬力であった。
翌1955年にはエステートワゴン、2ドアカブリオレ、75馬力に強化されたTSモデルが追加された。カブリオレへの改造はケルンのカール・ドイチュ（Karl Deutsch ）で行なわれたが、ボディ強度維持のため大規模な改造が必要で価格はセダンより大幅に高価であった。こうした車種追加にもかかわらず、初期モデルに発生した品質上の問題などから販売は下降線をたどり、起死回生策として1957年にはイメージリーダーとしてクーペが追加され。1958年には75馬力版が全車の標準エンジンとなった。
ボルクヴァルトが1961年に経営破綻した後も在庫車の販売や在庫部品からの組み立ては続行され、1963年までに生産台数は202,862台に達した。日本にも当時の輸入総代理店・新朝日自動車（トヨタカローラ東京の前身）を通じて、比較的多数が輸入された。
生産設備はその後メキシコに売却され、1960年代を通じて生産が続行された。イザベラの撤退したマーケットはその後、主にBMW1500によって継承されたと言われている。

イザベラ リムジン
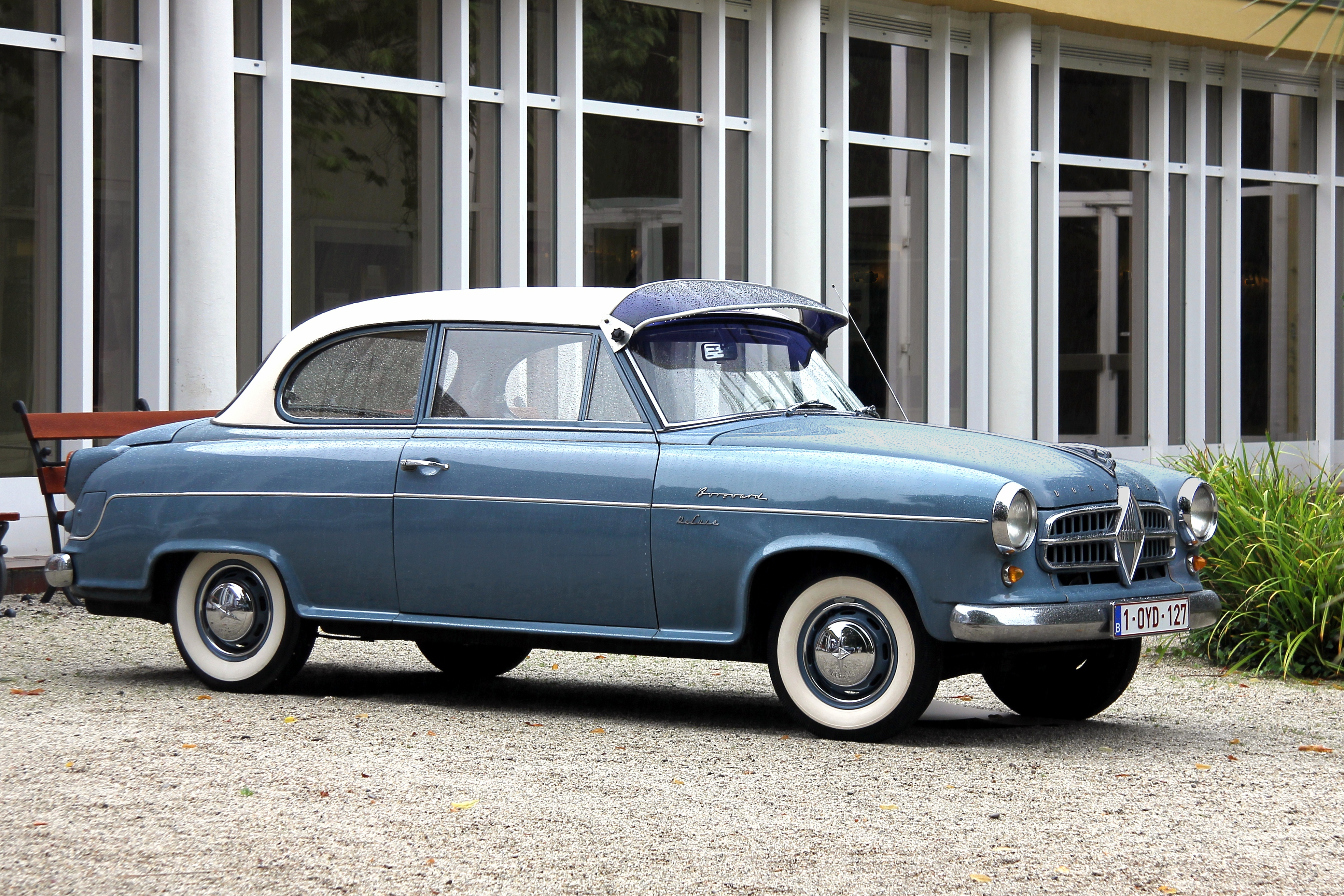
「ハンザ 1500」（1954 ～ 1956 年）
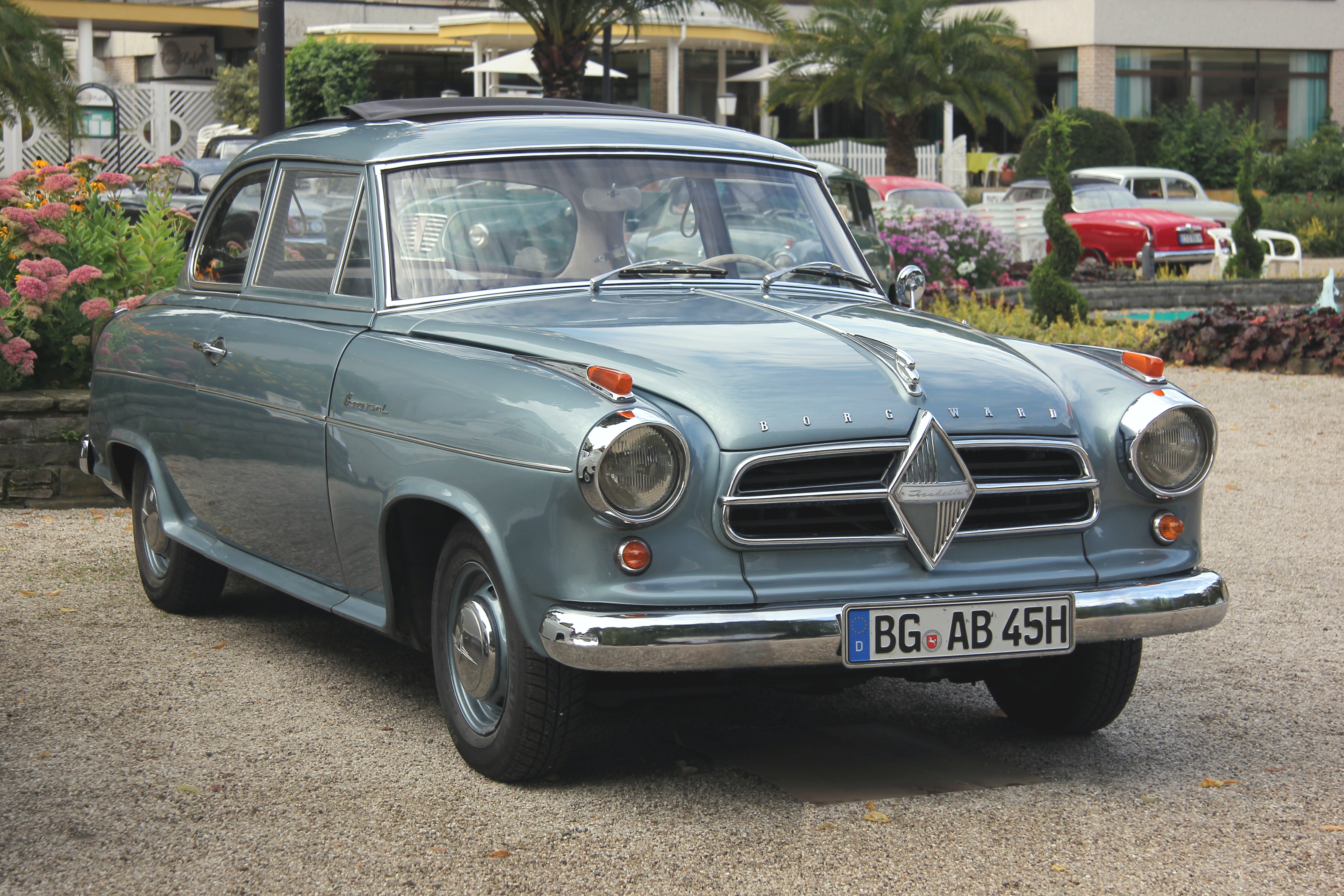
ボルグヴァルト イザベラ リムジン (1957)
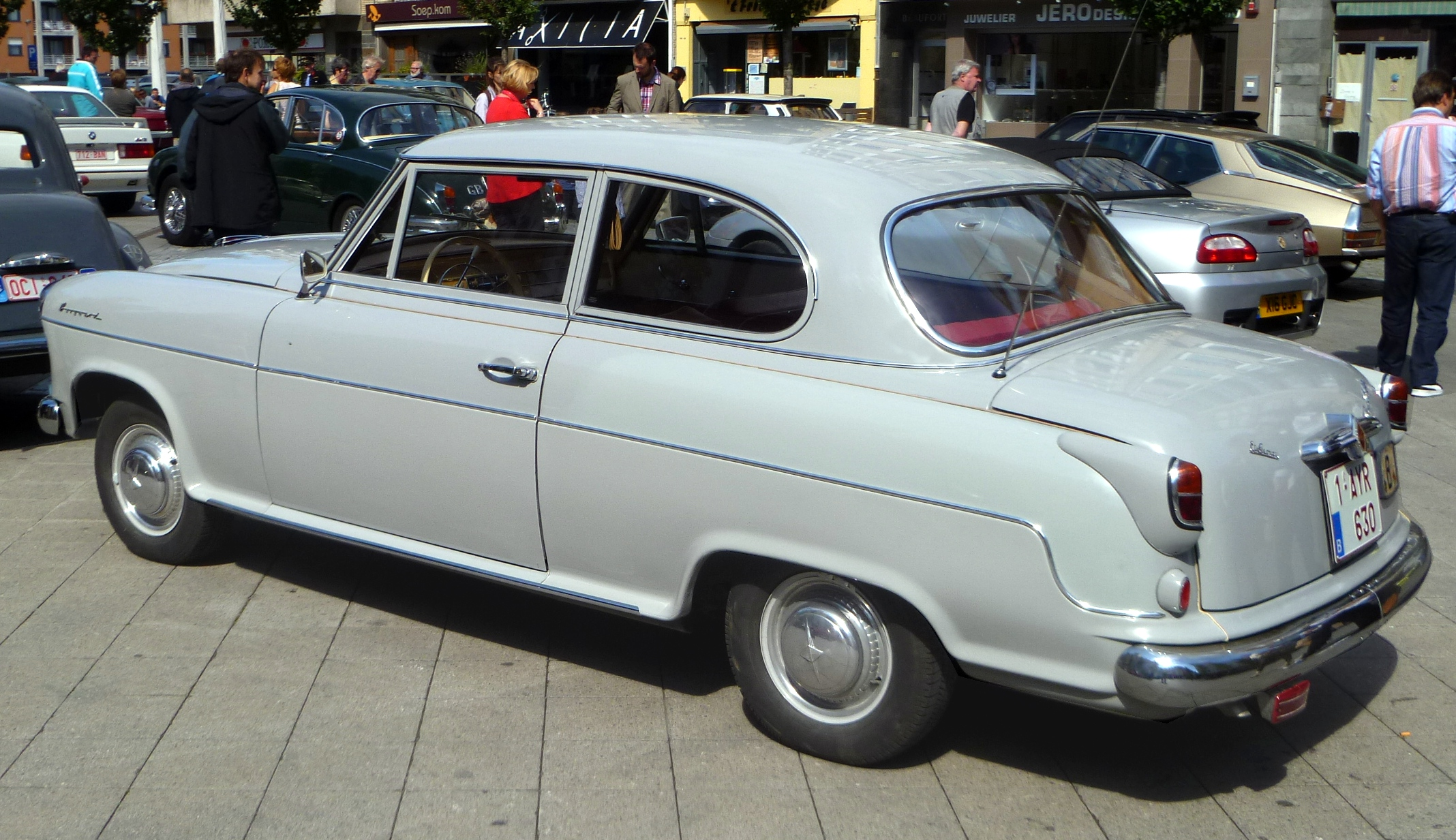
Heck bis 1958年8月
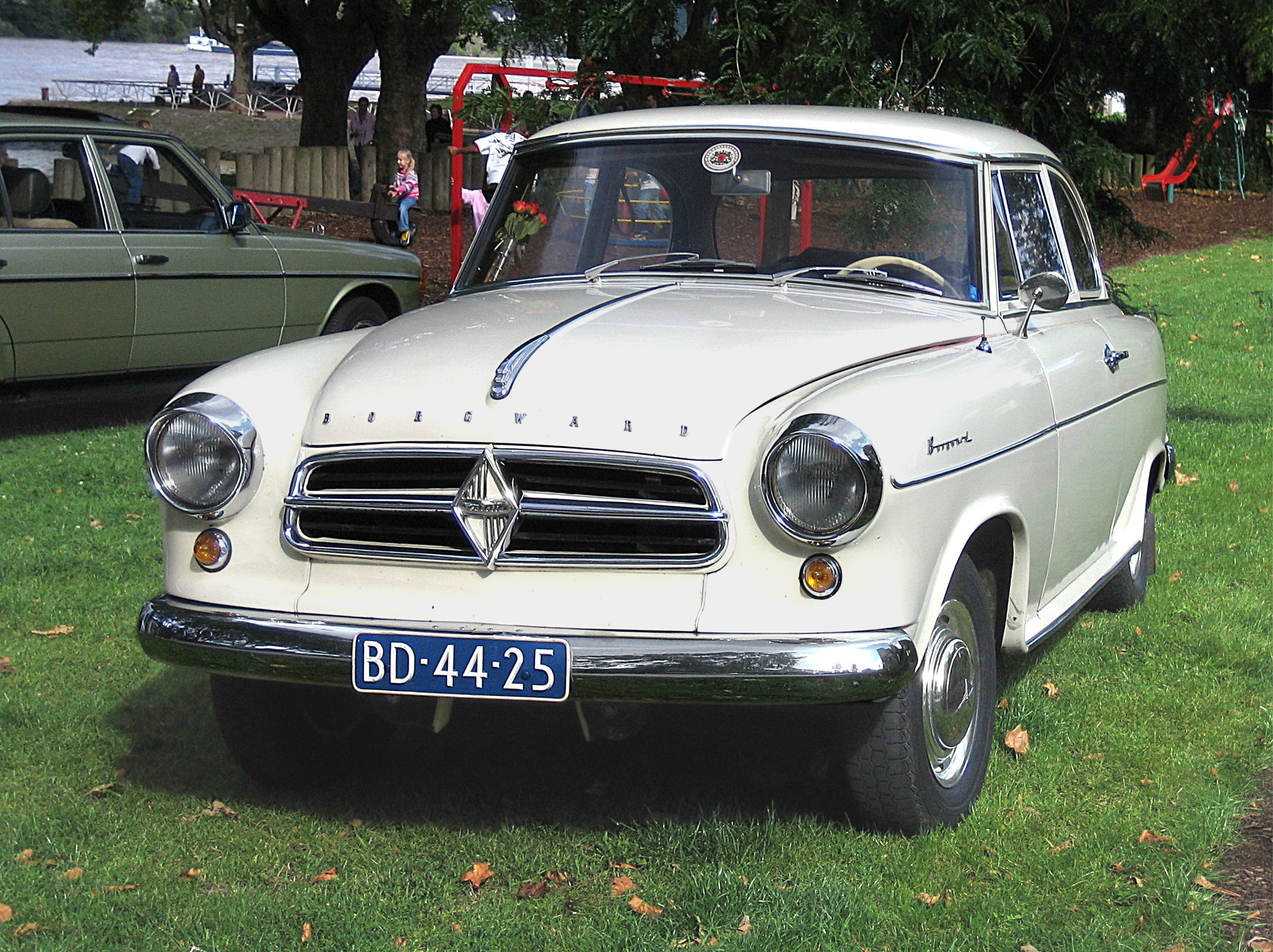
ボルグヴァルト イザベラ リムジン (1959/1960)
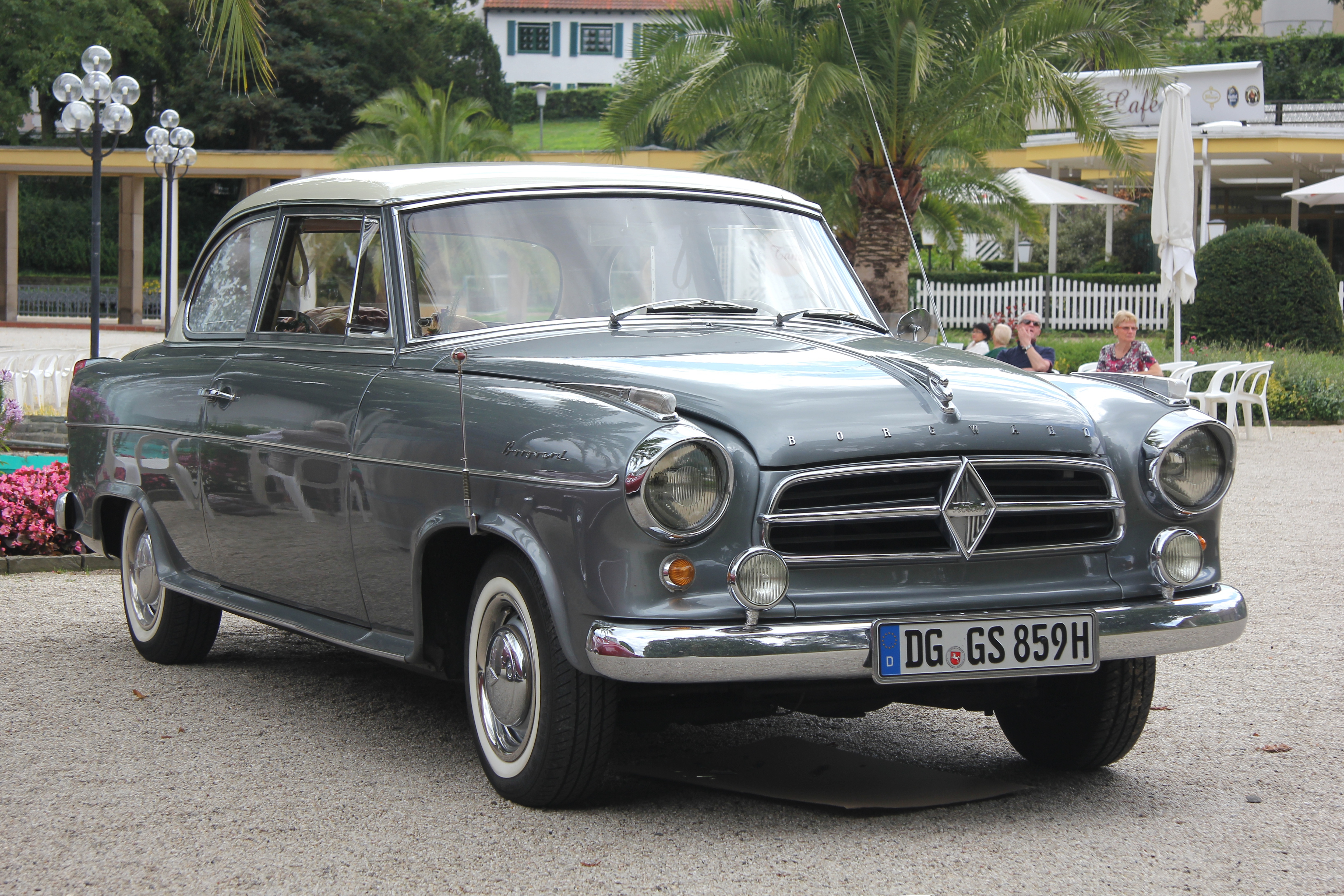
イザベラ TS 1959
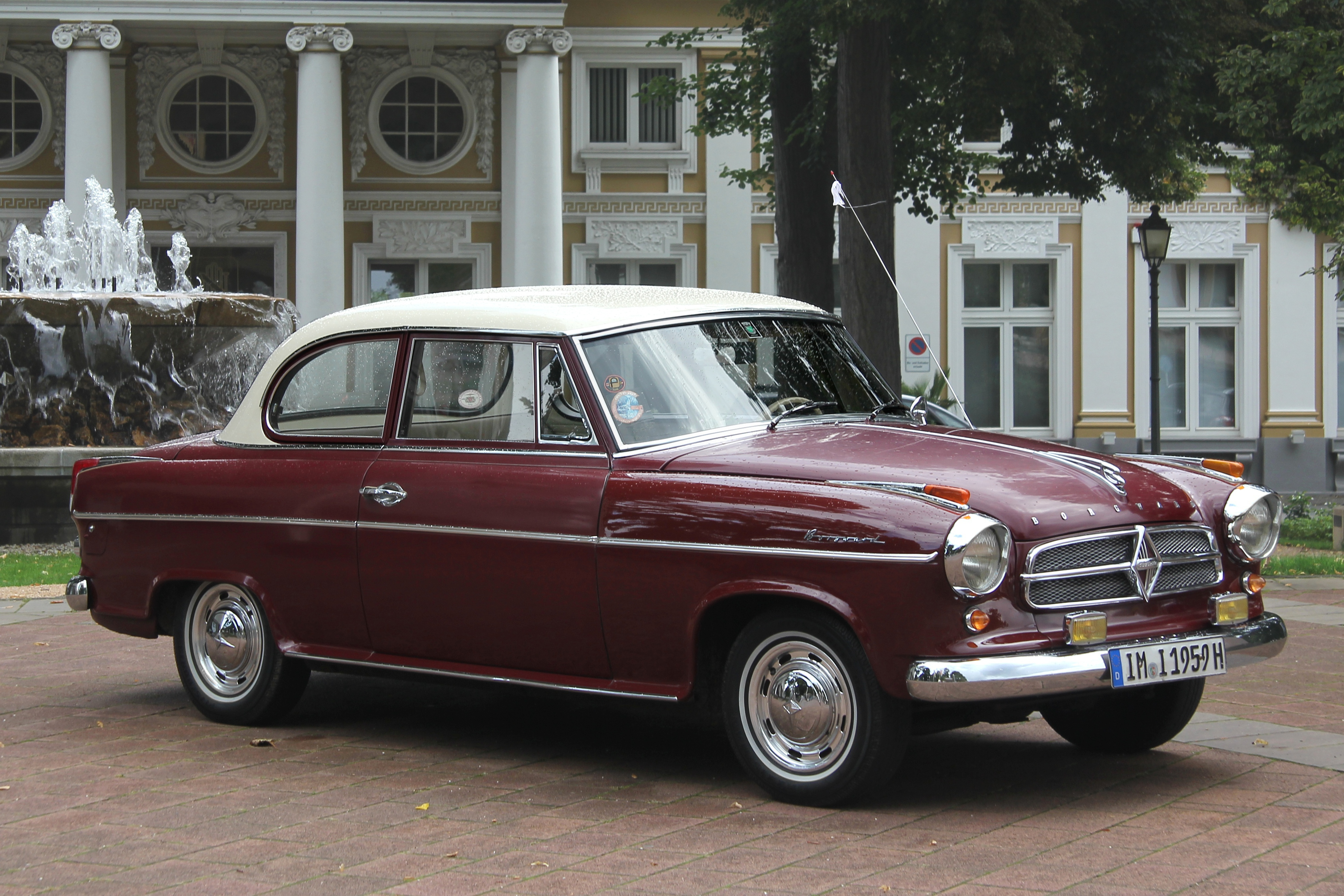
1959年、ラジエーターグリルにネットを装備
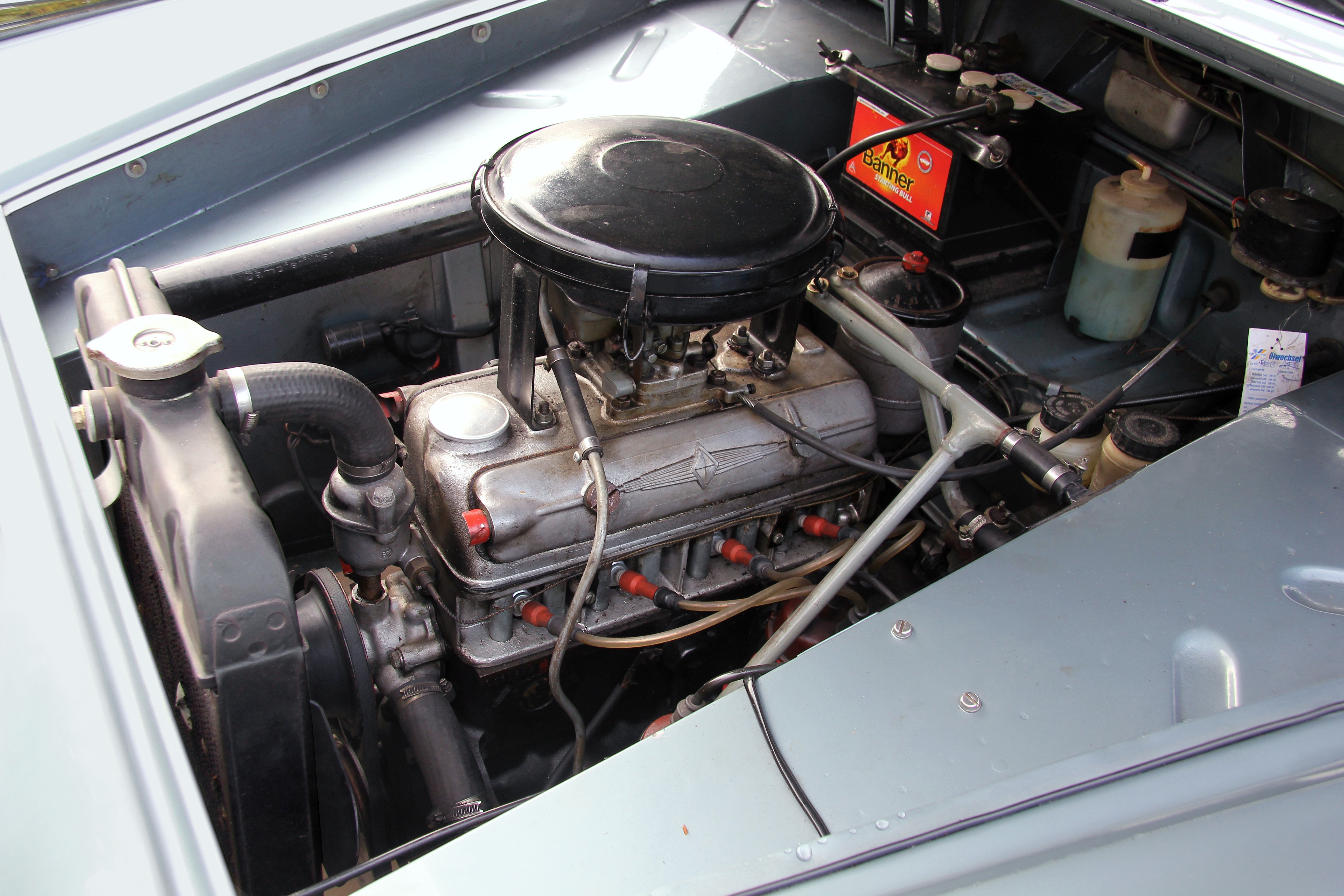
エンジン室
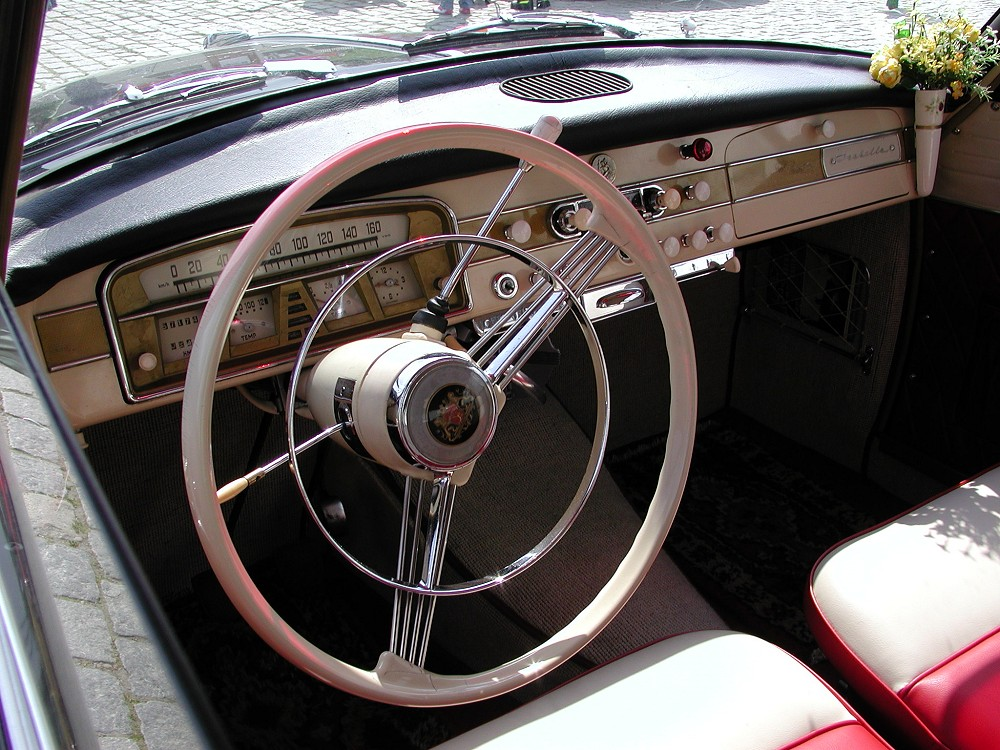
ボルグヴァルト イザベラ TS デラックス (インテリア ビュー)